# Christian Renatus Braun
Christian Renatus Braun (* 12. Juni 1714 in Elbing; † 14. Februar 1782 in Königsberg (Preußen)) war ein deutscher Jurist.

## Leben
Braun wurde am 5. Oktober 1730 an der Universität Königsberg immatrikuliert. Nach einem Studium der Rechtswissenschaften wurde er 1735 Hofgerichts und Kammeradvokat in Königsberg. 1735 promovierte er zum Doktor der Rechte und wurde 1736 außerordentlicher Professor sowie 1737 Adjunkt der juristischen Fakultät an der Königsberger Hochschule. 1755 wurde er zum königlich preußischen Kriminalrat ernannt und stieg 1764 zum vierten ordentlichen Professor auf. 1771 wurde er dritter ordentlicher Professor.
1779 übernahm er die zweite ordentlicher Professur, 1780 legte er die Stelle des Kriminalsrats nieder und übernahm die Aufgabe eines Hofgerichtsadvokaten. In seiner Eigenschaft als Königsberger Hochschullehrer übernahm er Sommersemester 1781 das Rektorat der Alma Mater und wurde im Wintersemester desselben Jahres Prorektor derselben. Die damals in Königsberg grassierenden Seuchen setzten seinem Leben ein Ende und Immanuel Kant widmete ihm zum Tod einen Denkvers.

## Werke
- Diss. de usu iuris albinagii in Prussia. Königsberg 1736
- Diss. de fideiussore pro dote interveniente. Königsberg 1740
- Diss. de eo, quod iustum est circa legatum libertatis in bonis maioratuum. Königsberg 1755
- Diss. de effectibus et poenis divortii tam partialis quam totalis. Königsberg 1765
- Von den letzten Worten sterbender Personen und ihrem Einfluss in Rechtsachen. Königsberg 1767